# Pogonella bispinus
Pogonella bispinus är en insektsart som beskrevs av Carl Stål. Pogonella bispinus ingår i släktet Pogonella och familjen hornstritar. Inga underarter finns listade i Catalogue of Life.